# Книжковий провулок (Одеса)
Книжковий провулок — вулиця в Одесі, в історичній частині міста, від Преображенської до Малої Арнаутської вулиці.

## Історія
Спочатку — частина Старорізничної вулиці.
У 1891 році на Трикутній площі, на розі вулиць Преображенська та Старорізнична, архітектором Ю. М. Дмитренко для безкоштовної міської читальні та двокласного народного училища на кошти Г. Маразлі будо збудовано будівлю, що за своїм призначенням і визначила назву провулка- («Будівля Народної читальні»). 19 лютого 1891 року о першій годині дня відбулося відкриття установленої в Одесі першої міської безкоштовної читальні на Старорізничній площі.
У часи румунської окупації (1941—1944) будівля бібліотеки була зруйнована, частина фонду знищена, частина розграбована. Але з червня 1947 року бібліотека почала працювати для читачів.

## Архітектурні пам'ятки
А. 1 — Будівля Народної читальні, в якій розміщується Центральна міська бібліотека для дорослих ім. І.Я. Франко